# ユヴェントス・スタジアム
ユヴェントス・スタジアム (Juventus Stadium) は、イタリアのトリノ郊外にあるスタジアム。セリエAに所属するユヴェントスFCのホームスタジアム。イタリア初のクラブ所有の独自スタジアムである。2017年からアリアンツがネーミングライツを取得して、アリアンツ・スタジアム (Allianz Stadium) と呼称されている。ただし、UEFA主催大会などの際にユヴェントス・スタジアムとなる。

## 概要
ユヴェントスとトリノのホームスタジアムであるスタディオ・デッレ・アルピを取り壊し、2009年3月1日に起工。セリエA、2011-12シーズンから使用されている。陸上トラックは完全に撤去され、約41,000人が収容できるスタンドとの距離は非常に近く、ピッチから最も近い席で7.5m、最も遠い席で49mしか離れておらず、この点がデッレ・アルピから大幅に改善された。また、同敷地内には、クラブのオフィシャルショップやショッピングモールも併設されており、収容人数を減らしたにもかかわらず、スタジアムからの収入はデッレ・アルピ時代と比較して3倍以上になり、収益面でも大きな効果が出た。
こけら落としは、2011年9月8日に世界最古のクラブであるノッツ・カウンティとの親善試合で、往年の名選手らも出席した大々的なオープニングセレモニーを終えた後に行われた。試合は、後半53分にクアッリャレッラに対するファウルで得たPKをトーニが一度はGKに止められるが、自らこぼれ球を押し込み、これが新スタジアムでの初ゴールとなった。また、最初の公式戦は、2011年9月11日に行われた第2節のパルマ戦で、リヒトシュタイナーが前半17分に決めたゴールが公式戦初ゴールとなった。
2014年にUEFAヨーロッパリーグ決勝が開催された 。

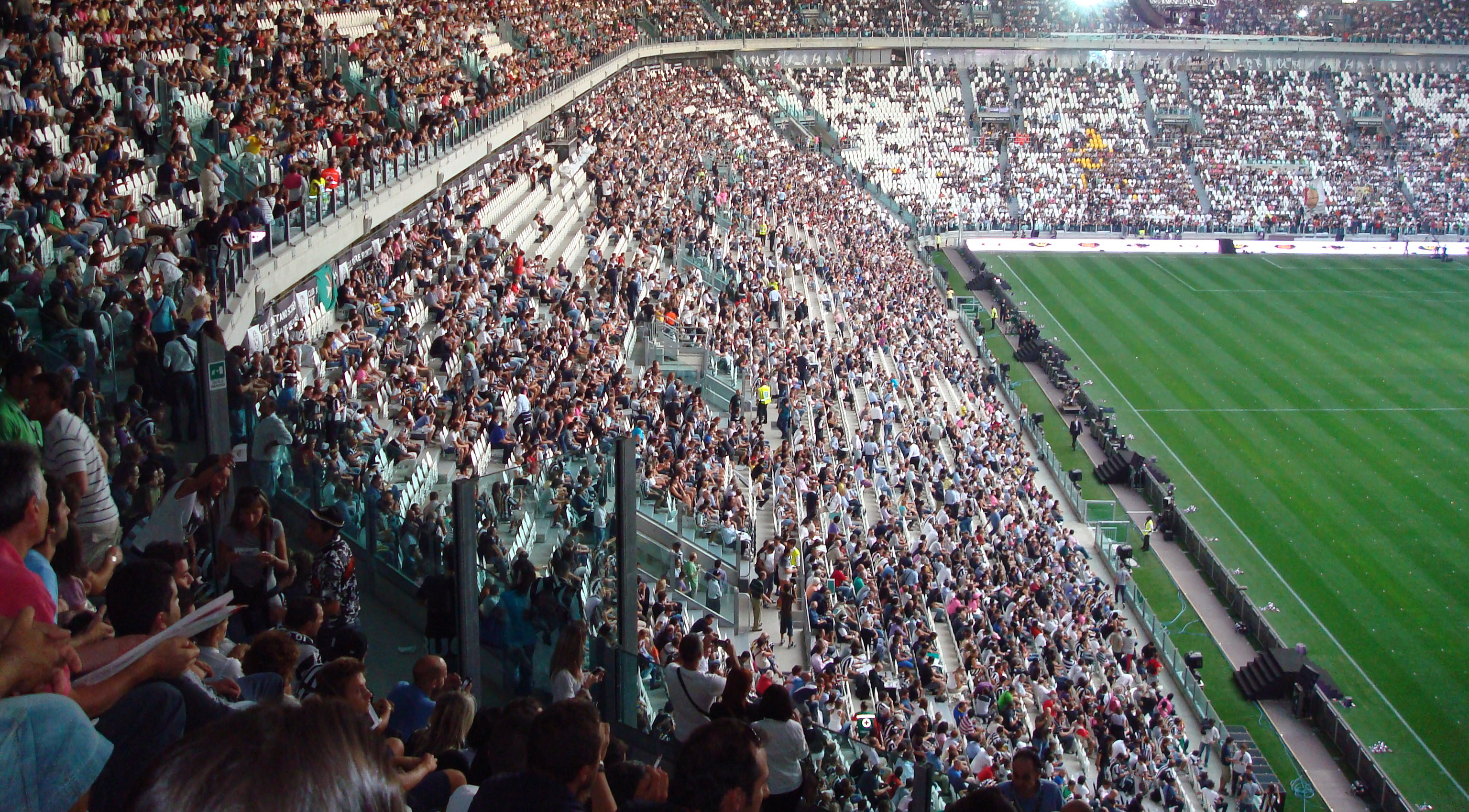
東スタンド

2016年6月1日、アリアンツが命名権を買い取り、2017年7月1日からアリアンツ・スタジアムとする事を発表した。